# Crotalus molossus

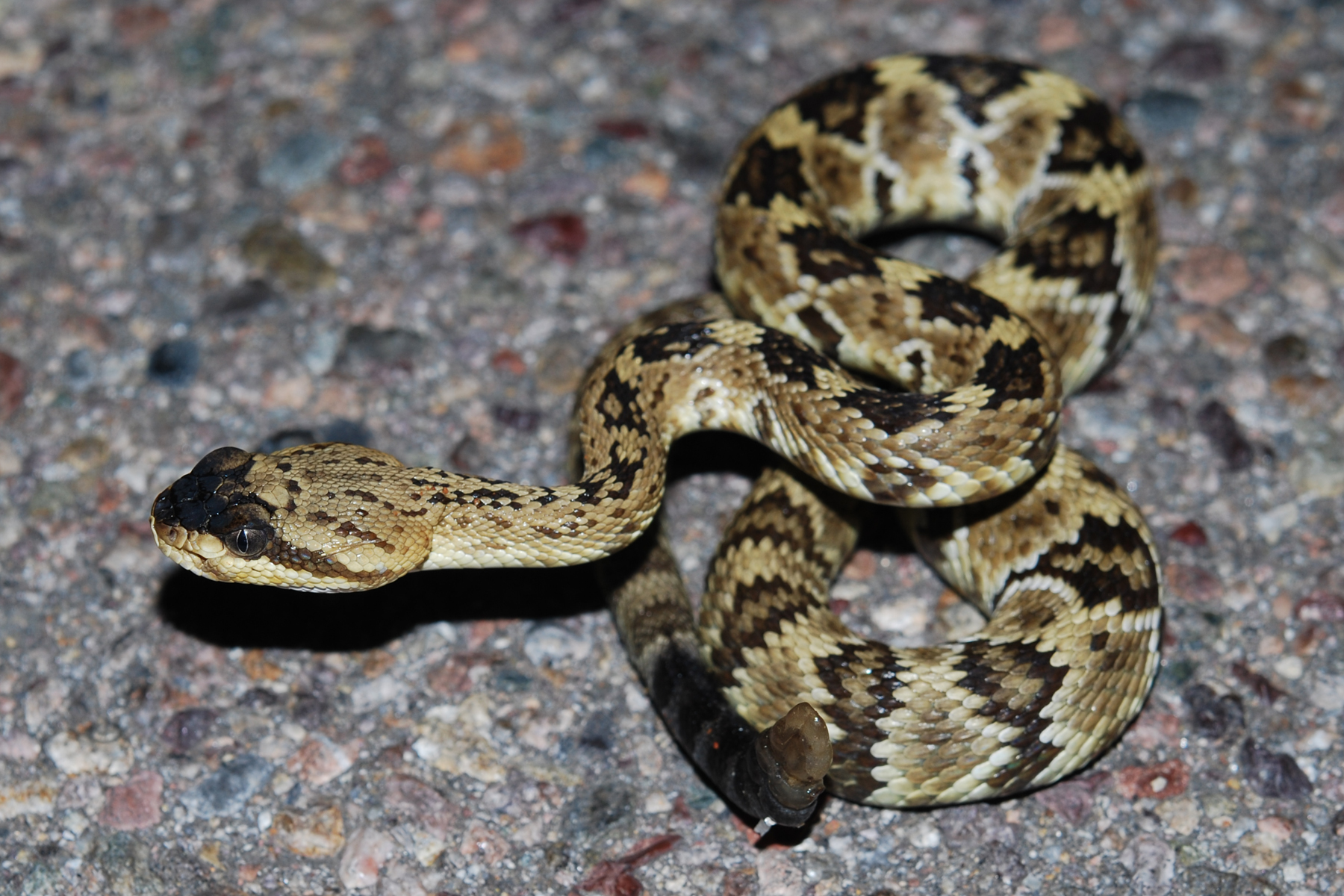
Ejemplar joven de C. molossus

La cascabel de cola negra (Crotalus molossus) es una especie de víbora venenosa que se encuentra en el suroeste de los Estados Unidos y se extiende hasta el centro-sur de México.
C. molossus pertenece a la familia Viperidae (víboras y parientes) y al género Crotalus (cascabeles). También es conocida como abaniquillo de Simmons, axolote, cascabel serrana, cushishin, víbora cascabel tropical o víbora de cascabel. Es robusta y de talla grande, el peso del cuerpo de una hembra es de 220 g. Las escamas de la cabeza, cuerpo y cola son quilladas. Los machos poseen 24 escamas caudales y 172 ventrales; las hembras 21 caudales y 158 ventrales. La escama anal es simple. El color de la cabeza es verde oscuro, las escamas cantales son negras y posee franjas laterales blancas. La región dorsal presenta una coloración verde que va de café (en una hembra adulta) al verde oscuro, principalmente se oscurece en la región ventral del cuerpo. La región caudal va de verde oscura a negra; en la hembra adulta es café claro con anillos oscuros. En esta zona se origina el cascabel (generalmente largo dependiendo de la talla y edad de los organismos). La región ventral del cuerpo es de color crema a blanco hasta la región caudal, que es igual que la descrita para la parte dorsal.

## Descripción

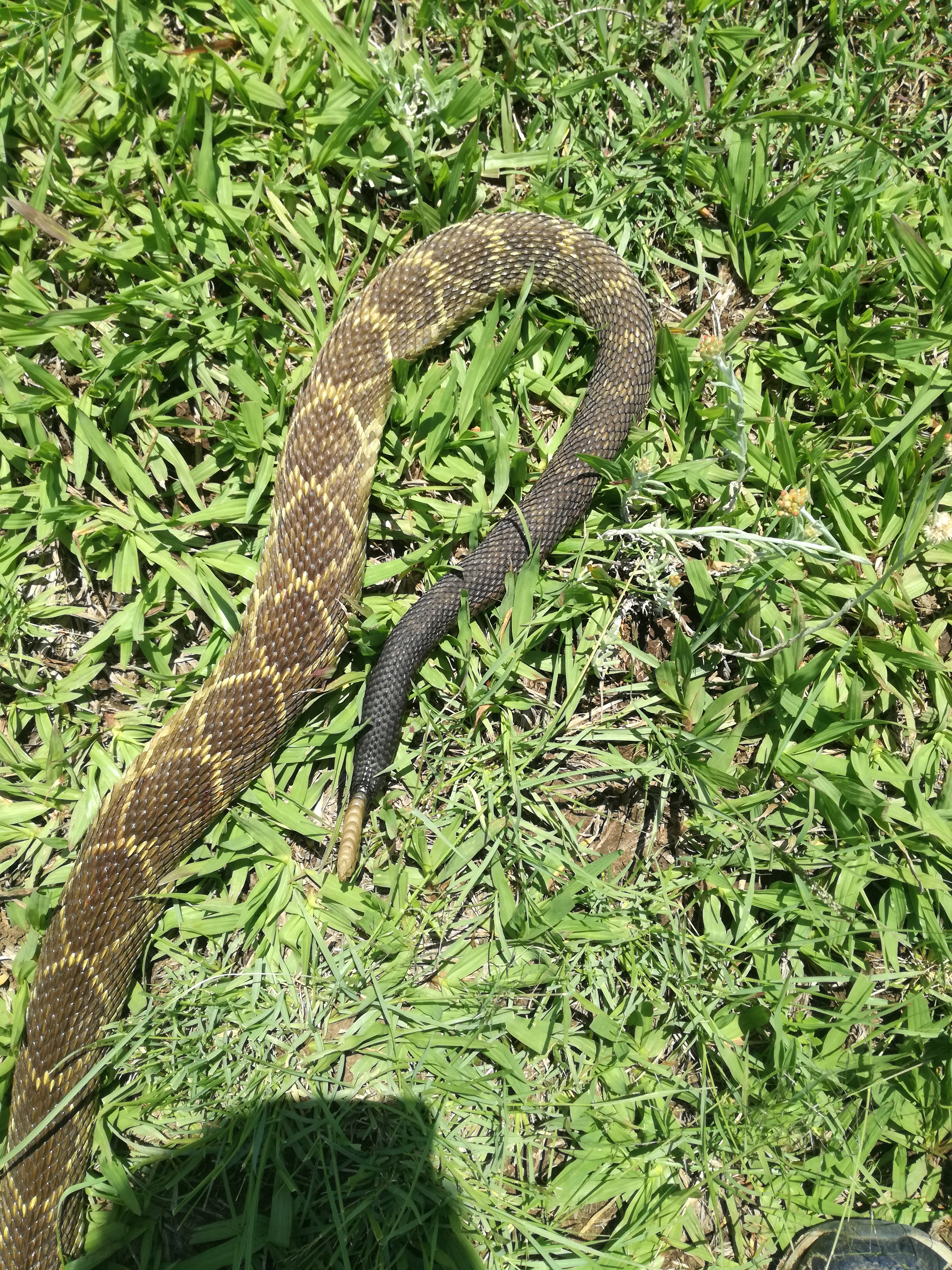
Cola negra de un Crotalus molossus nigrescens

Es una especie de tamaño mediano que tiene un promedio de 76 a 107 cm (30 a 42 pulgadas) de longitud. Los ejemplares grandes generalmente no miden más de 100 cm (39 pulgadas) de largo, aunque han sido reportados ejemplares con longitudes de 125 cm (49.2 pulgadas) (Gloyd, 1940), 125.7 cm (49.5 pulgadas) (Klauber, 1972) y 129.5 cm (51.0 pulgadas) (Shaw y Campbell, 1974) y usualmente las hembras tienden a ser más grandes que los machos.
Su color varía desde amarillos y verdes oliva hasta marrones y negros. Como su nombre lo indica, una de sus características más distintivas es que, a pesar de las variaciones en el color del cuerpo, las escamas de la cola son completamente negras. A menudo, esta serpiente de cascabel tiene una banda negra en los ojos y en diagonal hasta las comisuras de la boca, formando una especie de "máscara" facial.
Al igual que otras serpientes de cascabel, Crotalus molossus tiene un cascabel compuesto de queratina en el extremo de la cola. Cada vez que la serpiente muda su piel, se agrega un nuevo segmento al cascabel. Pueden mudar su piel varias veces al año. El cascabel es bastante frágil y puede romperse, por lo que la cantidad de segmentos o anillos en el cascabel de la serpiente no es una medida precisa de su edad, a menos que el último segmento esté intacto.

## Rango geográfico
Se encuentra desde el suroeste de los Estados Unidos en Arizona, Nuevo México y en el oeste y centro de Texas y en el norte México hasta el sur de Oaxaca. También se encuentra en el golfo de California en la isla San Esteban e isla Tiburón. Se han encontrado ejemplares en zonas con altitud de hasta 2,930 metros sobre el nivel del mar.
En México, esta víbora de cascabel se distribuye en 25 de sus 32 estados (al momento no se le ha encontrado en Baja California Sur, Guerrero, Chiapas, Tabasco, Campeche, Yucatán y Quintana Roo).

## Hábitat
Sus hábitats son terrestres y muy diversos, incluyen bosque de coníferas, camas de corrientes rocosas, áreas riparias, flujos de lava sobre planicies desérticas y ocasionalmente arroyos en matorrales desérticos. Esta especie de semimontaña es la más común en áreas rocosas de las faldas montañosas. Es de actividad diurna o crepuscular, su mayor actividad la realiza por las mañanas de los días calurosos. Se distribuye desde el nivel del mar hasta los 2,930 m. Los microhábitats en que se le ha encontrado son bardas de rocas, troncos, magueyes, áreas de lava y dunas de los desiertos, también sobre los árboles. En invierno vive aletargada en madrigueras y escondrijos. Los climas que habita son muy áridos o muy secos. En cuanto al estado de conservación de la especie, los factores de riesgo que la amenazan incluyen a la agricultura, ganadería, tala clandestina, contaminación y caza ilegal. La NOM-059-SEMARNAT-2010 la contiene en sus listados como Sujeta a protección especial. IUCN 2019-1 la considera como de Preocupación menor. Se cree que las serpientes de cascabel tienen efecto curativo contra la enfermedad del cáncer, por lo tanto es muy buscada por el mercado naturista.

## Estatus de conservación
Esta especie está clasificada como Preocupación Menor Lista Roja de Especies Amenazadas de la UICN (v3.1, 2001). Las especies se enumeran como tales debido a su amplia distribución, presunta población grande, o porque es poco probable que disminuyan lo suficientemente rápido como para calificar para su inclusión en una categoría más amenazada. La tendencia de la población era estable cuando se evaluó en 2007.

## Comportamiento
Todas las serpientes de cascabel son carnívoras, siendo sus principales fuentes de alimento los roedores, otros mamíferos pequeños, aves y pequeños reptiles. El comportamiento de las serpientes de cascabel de cola negra varía en el transcurso de un año. En primavera y otoño, son principalmente diurnos, en el verano, cambian a un comportamiento nocturno, para evitar el calor. En el invierno, hibernan en guaridas creadas y abandonadas por otros animales, a menudo junto a otras especies de serpientes. Son variables en su forma de locomoción dependiendo de qué sustrato necesitan atravesar y cambiarán activamente entre el movimiento lateral o rectilíneo. Aunque las serpientes de cascabel pueden escalar y nadar con facilidad, prefieren habitar pastizales, zonas desérticas y zonas rocosas y montañosas, así como hábitats boscosos de gran altitud.

### Docilidad y defensa
Se considera que Crotalus molossus es una de las serpientes de cascabel más dóciles debido a su actitud relajada y actitud curiosa. Las mordeduras son bastante raras debido a esto y dependen principalmente del camuflaje para evitar problemas. Crotalus molossus normalmente trata de escabullirse cuando se enfrenta, pero hará sonar su cascabel cuando se encuentre acorralado.

## Veneno
El veneno de Crotalus molossus es principalmente hemotóxico, como la mayoría de los crotalidos. Sin embargo, la toxicidad del veneno es mucho menor que la del veneno de una cascabel diamante occidental y generalmente el veneno de la cascabel de cola negra no es mortal para los humanos. El antiveneno Crofab a menudo se usa para tratar las mordeduras.
Crotalus molossus tiene glándulas venenosas más grandes que la mayoría de las serpientes de cascabel de su región, debido a que su veneno no es tan tóxico como la mayoría de los otros crotálidos por lo que necesita inyectar grandes cantidades de veneno en su presa para que sea efectivo.

## Reproducción
La reproducción ocurre en la primavera cuando los machos siguen los rastros de feromonas de las hembras, la cópula a veces puede durar horas y suceder varias veces durante un período de días. Después del apareamiento, el macho a menudo permanece cerca de la hembra durante varios días para evitar que otros machos se apareen con ella.
La hembra da a luz a una cría joven en verano, y los bebés se quedan con la madre solo hasta que se alejan solos, generalmente menos de un día o dos. Se cree que las hembras se reproducen cada año y pueden tener camadas de hasta 10-12 crías, pero generalmente tienen un promedio de cuatro a seis. Su esperanza de vida es de 15 a 20 años.

## Subespecies
| Subespecies      | Autor taxonómico     | Nombre común                     | Rango geográfico                               |
| ---------------- | -------------------- | -------------------------------- | ---------------------------------------------- |
| C. m. molossus   | Baird & Girard, 1853 | Cascabel de cola negra norteña   | Sur de Estados Unidos y Norte de México        |
| C. m. nigrescens | Gloyd, 1936          | Cascabel de cola negra mexicana  | Desde Sonora hasta Oaxaca y Veracruz en México |
| C. m. oaxacus    | Gloyd, 1948          | Cascabel de cola negra oaxaqueña | Oaxaca, México                                 |